# Carmélites de Mère Candelaria
Les carmélites de Mère Candelaria (en latin : Congregationis Sororum Carmelitidum Tertii Ordinis Regularis in Venetiola) est une congrégation religieuse féminine enseignante et hospitalière de droit pontifical.

## Historique
En 1903, Sixte Sosa Díaz (1870-1943) curé d'Altagracia de Orituco (il sera ensuite le 1er évêque du diocèse de Cumaná) initie une œuvre d'action social avec quelques collaborateurs pour répondre aux multiples besoins de cette région agraire délaissée des grands centres urbains, difficulté auquel s'ajoute la révolution libératrice (es) qui laisse de nombreux blessés et malades. Un groupe de quatre jeunes filles dirigé par Susana Paz Castillo Ramírez (1863-1940) se porte volontaire comme infirmière pour la création d'un hôpital et sont prêtes à embrasser la vie religieuse.
Le 13 juin 1906, avec l'approbation de Felipe Neri Sendra, évêque du diocèse de Calabozo, les sœurs reçoivent l'habit religieux des petites sœurs des pauvres de Maiquetía (1er institut religieux du Venezuela) des mains de Sosa où Susana Paz Castillo Ramírez adopte le nom de Candelaria de San José. La congrégation se constitue définitivement le 31 décembre 1910 sous le nom de petites sœurs des pauvres d'Altagracia mais en 1922 la nouvelle congrégation passe un cap difficile, les autorités ecclésiastiques proposent de fusionner avec un autre institut ou de s'agréger à un ordre ancien, une fusion est proposée avec les petites sœurs de Maiquetía.
Cette même année, les pères carmes arrivent de Puerto Rico sur l'île Margarita ; à la demande de Mère Candelaria, ils s'intéressent au projet des sœurs et le père Élie entame les démarches pour obtenir du père général des Grands Carmes l'agrégation des sœurs, ce qui est accordé le 25 mars 1925, les sœurs changent donc de nom pour celui de sœurs carmélites du tiers ordre régulier. L'institut est reconnu de droit pontifical le 2 février 1985.

## Activités et diffusion
Les carmélites de Mère Candelaria se consacrent à l'enseignement, aux personnes âgées et à l'apostolat missionnaire.
Elles sont présentes au Venezuela et en Bolivie.
La maison-mère est à Caracas.
En 2017, l'institut était composé de 56 religieuses dans 12 maisons.